# ميندوجاس جوكوسكاس
ميندوجاس جوكوسكاس مواليد 24 أغسطس 1975 في شياولياي، الجمهورية الليتوانية السوفيتية الاشتراكية، هو لاعب كرة سلة ليتواني معتزل بدأ مسيرته الاحترافية في سنة 1995. يبلغ طوله 6 قدم 7 بوصة (2.0 م). مثّل منتخب بلاده. شارك في دورة الألعاب الأولمبية الصيفية سنة 1996. حقق المركز الأول في بطولة أمم أوروبا لكرة السلة 2003. اعتزل اللعب في 2012.

## المسيرة الاحترافية
لعب مع شياولياي من سنة 1995 إلى 1997، ثم لعب مع زالغيريس لكرة السلة من سنة 1997 إلى 2000، ثم لعب مع منز سانا 1871 باسكت من سنة 2001 إلى 2006، ثم لعب مع فيكتوريا يبرتاس بيزارو في الدوري الإيطالي من سنة 2006 إلى 2009، ثم لعب مع شياولياي من سنة 2009 إلى 2012.

## سجل المنافسة
شارك في المنافسات التالية:
- بطولة أمم أوروبا لكرة السلة 2003
- الألعاب الأولمبية الصيفية 2004

## الميداليات
| الميدالية | المسابقة                         |
| --------- | -------------------------------- |
| برونزية   | الألعاب الأولمبية الصيفية 1996   |
| ذهبية     | بطولة أمم أوروبا لكرة السلة 2003 |

## روابط خارجية
- ميندوجاس جوكوسكاس على موقع كرة السلة الأوروبية.كوم (الإنجليزية)
- ميندوجاس جوكوسكاس على موقع ريلجم (الإنجليزية)
- ميندوجاس جوكوسكاس على موقع بروبوليرز (الإنجليزية)
- ميندوجاس جوكوسكاس على موقع سبورتس رفرنس (الإنجليزية)
- ميندوجاس جوكوسكاس على موقع أوليمبيديا (الإنجليزية)